# Eric Kloss
Eric Kloss (Greenville, Pennsylvania, 3 april 1949) is een Amerikaanse jazzsaxofonist (altsaxofoon, tenorsaxofoon en sopraansaxofoon).

## Biografie
Kloss werd blind geboren. Hij ging naar de Western Pennsylvania School for the Blind, die geleid werd door zijn vader. Toen hij tien was ging hij saxofoon spelen, twee jaar later speelde hij al in nachtclubs met professionele musici als Bobby Negri, Charles Bell en Sonny Stitt. Op zestienjarige leeftijd nam hij zijn debuutplaat op, Introducing Eric Kloss (Prestige Records, 1965) gemaakt met Don Patterson en Pat Martino.
Het was zijn eerste plaat voor dit label, er zouden er nog negen volgen. Op zijn derde plaat werd hij begeleid door veel oudere musici: Jaki Byard, Richard Davis en Alan Dawson. Tijdens zijn muzikale loopbaan studeerde hij tevens aan Duquesne University. In de jaren 60 kreeg hij belangstelling voor fusion en uiteindelijk speelde hij met fusion-muzikanten als Chick Corea, Dave Holland en Jack DeJohnette, 'sidemen' van Miles Davis waarmee hij in 1969 en 1970 twee albums opnam. Hij werkte tevens samen met Richie Cole, Gil Goldstein, Cedar Walton, Jimmy Owens, Kenny Barron, Booker Ervin, Barry Miles en Terry Silverlight.
In de jaren 80 gaf Kloss les aan Rutgers University, daarna aan Duquesne University en Carnegie Mellon. Hij werkte met zijn vrouw, een zangeres, in een groep (Quiet Fire). Sinds de jaren 80 heeft hij niet veel opgenomen en opgetreden vanwege gezondheidsproblemen.

## Discografie
- Introducing Eric Kloss (Prestige, 1965)
- Love and All That Jazz (Prestige, 1966)
- Grits & Gravy (Prestige, 1966)
- First Class Kloss! (Prestige, 1967)
- Life Force (Prestige, 1967)
- We're Goin' Up (Prestige, 1967)
- Sky Shadows (Prestige, 1968)
- In the Land of the Giants (Prestige, 1969)
- To Hear Is to See! (Prestige, 1969)
- Consciousness! (Prestige, 1970)
- Doors (Cobblestone, 1972)
- One, Two, Free (Muse, 1972)
- Essence (Muse, 1973)
- Bodies' Warmth (Muse, 1975)
- Battle of the Saxes met Richie Cole (Muse, 1976)
- Together met Barry Miles (Muse, 1976)
- Now (Muse, 1978)
- Celebration (Muse, 1979)
- Sharing (Omnisound, 1981)
- Sweet Connections (E.J., 1999, opgenomen in 1979)

- Bibliothèque nationale de France: cb13987778b (data)
- Gemeinsame Normdatei: 134840925
- International Standard Name Identifier: 0000 0000 5515 5430
- Library of Congress Control Number: no97013781
- MusicBrainz: 58bc1668-6107-47f7-aabd-4133bf83bcea
- Nederlandse Thesaurus van Auteursnamen: 09855798X
- Système universitaire de documentation: 087932016
- Virtual International Authority File: 5127032
- WorldCat: E39PBJfGR7WGYkhm4F9KjDW4bd